# Weltpostkongress 2004
Ursprünglich sollte der 23. Weltpostkongress in Abidjan (Elfenbeinküste) stattfinden. Im Oktober 2002 verzichtete die Organisation des Kongresses wegen politischen Unsicherheiten (Bürgerkrieg in der Elfenbeinküste) auf die weitere Planung des Kongresses. Daraufhin hat sich die rumänische Regierung angeboten den Kongress auszurichten und bekam im Februar 2003 den Zuschlag.
Der 23. Weltpostkongress fand vom 15. September bis 5. Oktober 2004 im Internationalen Konferenzzentrum innerhalb des Parlamentspalast in Bukarest (Rumänien) statt. Es nahmen 189 Mitgliedsländer des WPV daran teil. Der Präsident und Generaldirektor/Vorstandsvorsitzender der rumänischen Post (Poșta Română), Gabriel Mateescu übernahm das Kongress-Präsidentenamt. Rumänien war eines der Gründungsmitglieder des Weltpostvereins 1874.
Als Logo wurde ein traditionelles Symbol der Post gewählt: Eine Taube mit einem Brief im Schnabel. In einer Zeichnung frei nach Picasso erscheint die Taube in einem Kreis, der den Globus darstellen soll. Ein Farbstreifen in Blau, Gelb, Rot, den Farben der rumänischen Flagge und der Leitsatz „23. Weltpostkonferenz 2004, Bukarest, Rumänien“ ergänzen das Gesamtbild. Als Gastgeber des Kongresses hat die rumänische Post nach dem Kongress den Vorsitz des WPV-Verwaltungsrats übernommen.
Einer der Beschlüsse war die Reduzierung der Zeiträume von fünf auf vier Jahre zwischen den anstehenden Kongressen. Auf Vorschlag wurde die Aufnahme der Fruchtfliegen in die Liste der Tierarten, die per Post versendet werden dürfen aufgenommen, wie dies bereits für Bienen, Blutegel und Seidenraupen galt.
Am 1. Oktober 2004 fand die Wahl für den nächsten Kongress statt. Es bewarben sich Kenia mit Nairobi und die Vereinigten Arabischen Emirate, mit 57 % setzte sich Nairobi durch.